# Jacques de Brazza
Pour les articles homonymes, voir Brazza.
Jacques de Brazza (Giacomo Savorgnan di Brazzà), né à Rome le 14 décembre 1859 et mort dans la même ville le 29 février 1888, est un géologue et explorateur français[réf. nécessaire].

## Biographie
Frère de Pierre Savorgnan de Brazza, Jacques de Brazza est formé comme naturaliste et est docteur ès-sciences en géologie. Ses premières études sont faites dans les Alpes.
Il accompagne son frère comme attaché naturaliste à la Mission de l'Ouest africain en janvier 1883. Il rejoint le Congo avec le naturaliste italien Attilio Pecile en février 1883 et bien que ne pouvant effectuer tous les travaux souhaités par manque de personnel dans la mission, il fait plusieurs reconnaissances sur l'Ogooué et la Sangha.
En 1885, Pierre Savorgnan de Brazza envoie l'ingénieur Rigail de Lastours dans le nord du Congo pour freiner les avancées belges et allemandes, mais la mort de ce dernier fait que c'est finalement Jacques de Brazza qui se voit confier cette mission politico-géographique.
Il part de Madiville le 10 juillet 1885 avec Attilio Pecile et trente-cinq indigènes. Ils suivent, au nord-est, la ligne de séparation des eaux entre l'Ivindo et le Congo, traversant les territoires des Ossété et des Mboko. Ils arrivent ensuite sur les bras supérieurs de la Likouala mais tombent malade près du Lécoli, affluent du Mambili. Ils décident alors, en septembre 1885, de rentrer tout en signant des traités d'amitiés avec les chefs des tribus. Ils rejoignent les bords du Congo fin décembre 1885 par ses affluents, puis remontent en janvier 1886 l'Alima pour regagner l'Atlantique.
Il mourut de la scarlatine à Rome le 29 février 1888.

## Œuvres
Jacques de Brazza a étudié et documenté la faune du Congo, qui l'a frappé par sa richesse, ainsi que les différentes ethnies. Ses collections botaniques, zoologiques et ethnographiques sont rapportées en Europe et exposées au Muséum en juillet 1886.
Jacques de Brazza et Attilio Pecile ont démontré que l'Ogooué et le Congo étaient reliables par une route terrestre et que la Likouala n'était pas à confondre avec l'Oubangui. Pour des raisons géopolitiques, la réalité de leur voyage a été mise en doute à l'époque par des géographes belges, leurs conclusions contredisant l'accord franco-belge de février 1884.
- « Okandas, Batékés et Apfourous », Revue d'Ethnographie, 1884, pp. 549-555
- « Tre anni e mezzo nella regione dell'Ogoué et del Congo », Bol. Soc. Geo. Ital., 1887, pp. 224-237, 309-324, 356-380 (traduction française dans la Gazette géographique et d'exploration, 1887

## Sources
- Numa Broc, Dictionnaire illustré des explorateurs français du XIXe siècle - Afrique, Éditions du CTHS, 1988, pp. 49-50.